# Hamish Beadle
Pour les articles homonymes, voir Beadle.
Hamish Beadle, né le 2 avril 1998 à Invercargill, est un coureur cycliste néo-zélandais. Il est membre de l'équipe Novo Nordisk.

## Biographie
Hamish Beadle naît au sein d'une famille de cyclistes. Son père et son frère pratiquent eux-mêmes ce sport,. Sa mère est professeur d'art au James Hargest College (en). À l'âge de trois ans, il est diagnostiqué d'un diabète de type 1. Malgré cette maladie, il commence le cyclisme à huit ans. 
Dans les catégories de jeunes, il se distingue en obtenant plusieurs records nationaux sur piste, en poursuite ainsi qu'en vitesse par équipes. Il se consacre ensuite au cyclisme sur route à partir de 2015, après avoir participé à un camp d'entraînement de l'équipe Novo Nordisk,. En 2019, il obtient plusieurs victoires sur des critériums américains. Il termine par ailleurs cinquième d'une étape du Grand Prix cycliste de Saguenay. 
Il passe finalement professionnel en 2020 chez Novo Nordisk, après y avoir été stagiaire. Lors de la saison 2022, il prend la cinquième place du prologue du Tour de Bulgarie. Il termine également onzième de la première étape du Tour de Taïwan en 2023. 

## Palmarès
- 2015
  -  Champion de Nouvelle-Zélande de vitesse par équipes juniors (avec Bradly Knipe et Tom Sexton)
  - 3e du championnat de Nouvelle-Zélande du keirin juniors
- 2016
  -  Champion de Nouvelle-Zélande de vitesse par équipes juniors (avec Bradly Knipe et Mitchell Morris)
  - 3e du championnat de Nouvelle-Zélande du keirin juniors
  - 3e du championnat de Nouvelle-Zélande de vitesse juniors
- 2019
  - Purgatory Road Race
  - The Hapeville Criterium